# Za Żelazną Bramą

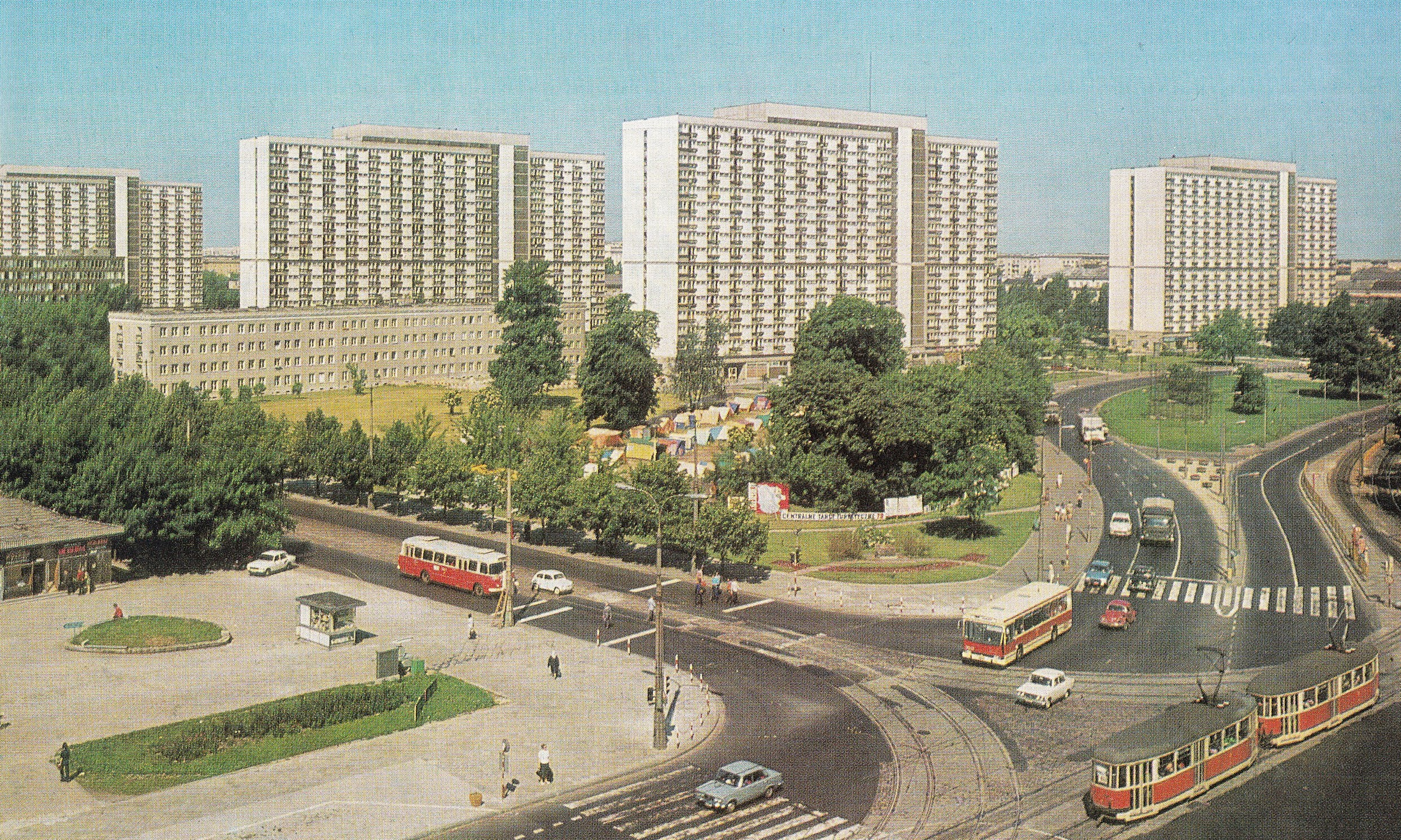
Die Wohnsiedlung Za Żelazną Bramą (1965–1972)

Die Wohnsiedlung Za Żelazną Bramą (Hinter dem Eisernen Tor) – liegt im Nordwesten der Warschauer Innenstadt und reicht in den anliegenden Stadtbezirk Wola hinein. Der Name wurde von dem nicht mehr bestehenden Eisernen Tor (Żelazna Brama) – dem Eingang zum Sächsischen Garten – abgeleitet. Die Siedlung überbaut zum Teil einen vormals hier gelegenen Handelsplatz, den Plac Za Żelazną Bramą.
Die historischen Grenzen der Siedlung bildeten im 19. Jahrhundert die Straßen: Chłodna, Żabia, Skórzana, Graniczna sowie der Sächsische Garten.
Das von vielen Juden bewohnte Stadtviertel wurde 1940 dem Warschauer Ghetto als Kleinghetto eingegliedert. Nach der Ermordung der Juden wurde das Wohngebiet 1943 völlig zerstört. Verschont wurden die Mirów-Markthallen am gleichnamigen Platz, die aus dem Ghetto ausgegliedert waren. Auch sind ein paar Häuser am Ghettorand stehengeblieben (in der Próżna-Straße), ansonsten findet man in der ganzen Wohnsiedlung Za Żelazną Bramą nur moderne Architektur.
Erst in den 1960er Jahren konnte das leere, von Trümmern befreite „Niemandsland“ neu bebaut werden. So wurde quer durch das Gebiet eine Nord-Süd-Achse geführt – die heutige Johannes-Paul-II.-Allee, eine der verkehrsreichsten Straßen in Warschau, die die Bezirke Wola und Innenstadt voneinander trennt.

## Einheitswohnblock
Das markanteste Element des Wohngebietes bilden seine 19 breiten Einheitswohnhochhäuser aus den Jahren 1965–1972. Alle Wohnblöcke waren mit Glasbausteine ausgestattet, damit der Beton ihre Fassaden nicht dominierte und die Innenflure nicht dunkel waren. In jedem Wohnblock dieser Art leben über 1000 Einwohner auf 15 Etagen verteilt. Die Wohnungen sind eher klein, ohne Balkone, oft mit einer fensterlosen Küche. Die Attraktivität des Wohngebietes liegt in seiner zentralen Lage. Da die Häuser sehr großzügig angelegt wurden, bestand zwischen den Häusern viel Grünfläche. Zu den 19 Einheitswohnhäusern kommen auch ein paar kleinere dazu. Insgesamt leben hier 25.000 Einwohner, meistens Singles, Rentner, kinderlose Paare, aber auch relativ viele Vietnamesen.
Interessant ist, dass die Wohnhäuser keine Plattenbauten sind, wie die meisten glauben. Sie entstanden unter Anwendung der damals innovativen Bautechnik „Stolica“ („Hauptstadt“), wobei die Betonelemente ausgegossen wurden. Einige Wände, darunter die Fassaden, sind aus Hohlstein gebaut.
Zum Zeitpunkt des Baus wurde an die soziale Rolle der Wohnhäuser in der sozialistischen Gesellschaft gedacht. So haben die Häuser jeweils zwei breite Eingangshallen im Erdgeschoss sowie auf jeder Etage größere Warteräume vor den Aufzügen. Diese waren als Gruppenräume gedacht, wo sich die Einwohner gerne treffen würden, ähnlich einem Studentenwohnheim. Diese Idee realisierte sich jedoch nicht; das Leben spielt sich hier sehr anonym ab. Im Jahr 2014 wurde in einem der Wohnblöcke, im Eingangshalle im Erdgeschoss, eine Opernaufführung organisiert.
Eine „Hauptstadtlegende“ besagt, dass der damalige kommunistische Parteichef Władysław Gomułka das Wohnprojekt persönlich überwachte – es war die erste große Wohnsiedlung in der polnischen Hauptstadt nach dem Zweiten Weltkrieg. Er habe Druck auf Architekten ausgeübt, damit auf überflüssigen Luxus verzichtet würde. Man überlegte sogar, Gemeinschaftstoiletten und -badezimmer einzubauen.
In den 1990er Jahren wurde die Wohnsiedlung unter zwei Wohnverwaltungen gestellt, da die Häuser auf zwei Stadtbezirke verteilt sind. Es begann die Sanierung der Häuser.
Die Grünfläche zwischen den Häusern fiel neuen Investitionen und Parkplätzen zum Opfer.

## Leben in der Innenstadt
Nach der Wende 1989 änderte sich der Charakter der Gegend. Die unbebauten Fläche in attraktiver Lage waren bei Investoren begehrt. So entstanden in den 1990er Jahren neue Bauten, darunter Bürogebäude (u. a. für TP S.A. und PZU) und Hotels (u. a. The Westin und SAS). In den kommenden Jahren sollen weitere Gebäude errichtet werden, etwa das Apartment-Hochhaus „Shalom Tower“.
Mit der umfangreichen Neubebauung wurde die ursprüngliche urbane Vision dieser Gegend zum Teil aufgegeben und die Grenze zur Innenstadt verschwamm. Damit verlor das Wohngebiet an Attraktivität für Familien mit Kindern. Wegen der hohen Verkehrsdichte (verbunden mit Staus) in der Stadt bleibt die Wohnsiedlung aber ein guter Wohnort für Angestellte, die in der Innenstadt arbeiten. Durch einen Teil der Siedlung zieht sich ein Park – praktisch eine Verlängerung des Sächsischen Gartens.
Die jüdische Gemeinde ist in der Wohnsiedlung mit der einzigen übriggebliebenen Synagoge der Stadt und Gemeindeeinrichtungen sowie einem Theater, einem Restaurant und einem koscheren Lebensmittelladen präsent. Diese Minderheit lebt jedoch abgeschirmt, fällt nicht auf und prägt überhaupt nicht mehr das Bild des Stadtbezirkes, wie es vor 1943 der Fall war.